# Mathias Sturmberger

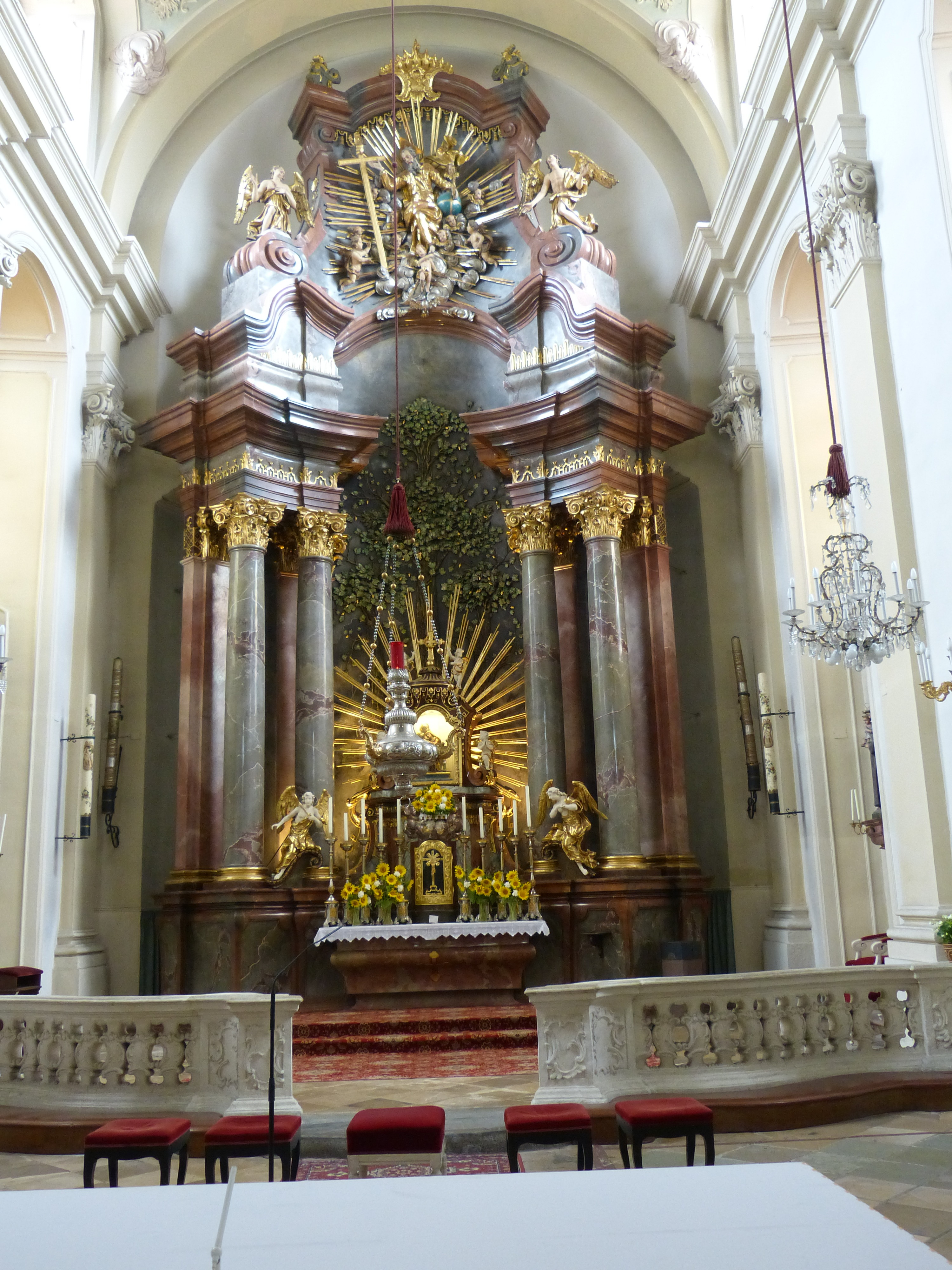
Basilika Maria Dreieichen Hochaltar

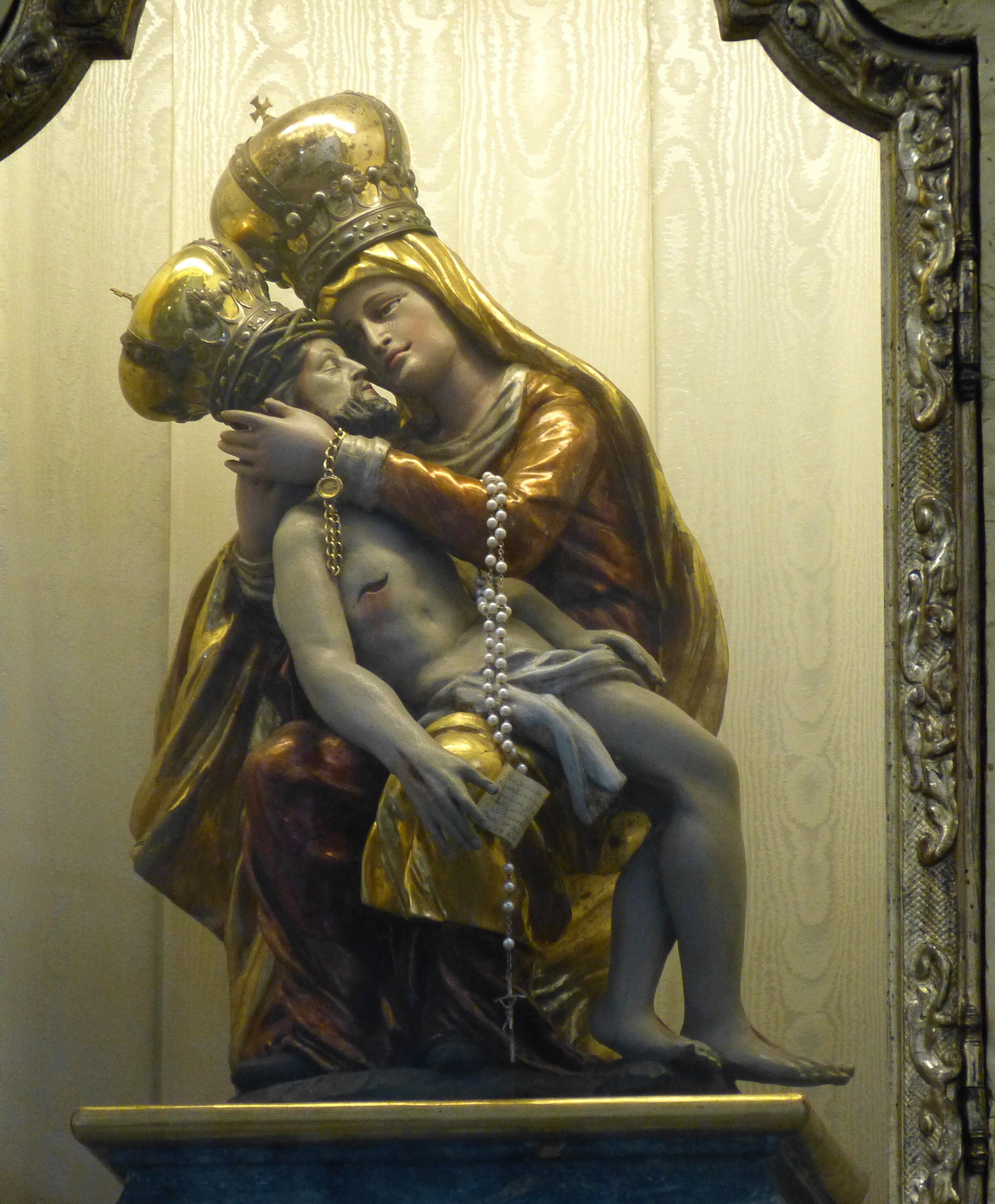
Pietà von 1680 Mathias Sturmberger

Mathias Sturmberger (* um 1652; † 5. März 1691 in Horn, Niederösterreich) war ein österreichischer Bildhauer.

## Leben
Die Familie des Mathias Sturmberger sowie seine Herkunft und das Geburtsdatum sind unbekannt.
In der Stadt Horn im Waldviertel verstarb am 31. Mai 1673 der Stadt-Bildhauer und Ratsbürger Caspar Leisering, sodass nach den Regeln der Zunft das „Bildhauergewerbe“ in Horn vakant geworden war. Sturmberger übernahm diese Position. Leisering wurde 78 Jahre alt, so arbeitete der junge Bildhauer wohl schon längere Zeit mit ihm in seiner Werkstatt. Er hatte Anna Katharina geheiratet (nicht in Horn), zwei Töchter (1675, 1678) und ein Sohn (1680) wurden in Horn geboren.

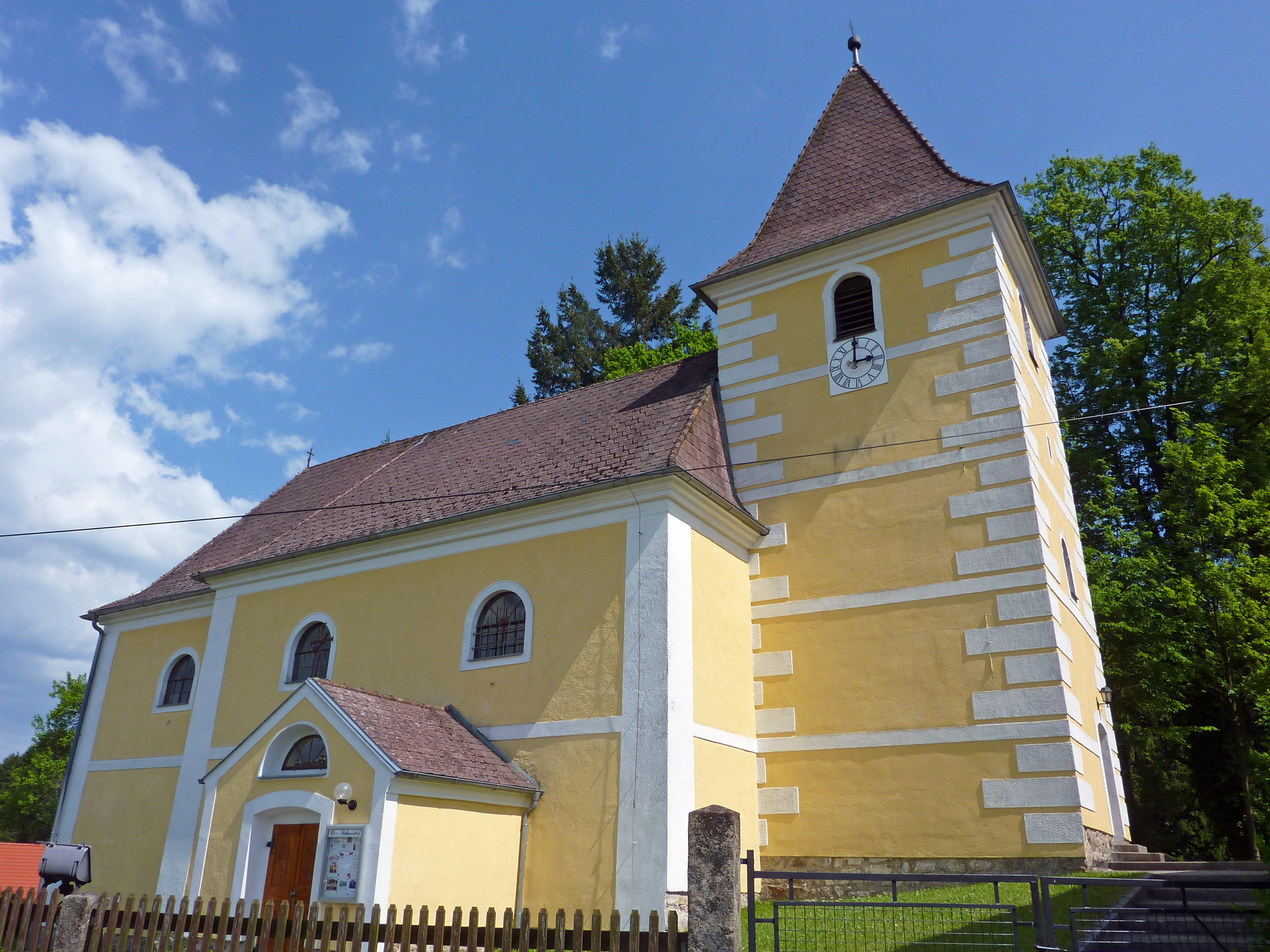
Pfarrkirche Niedernondorf

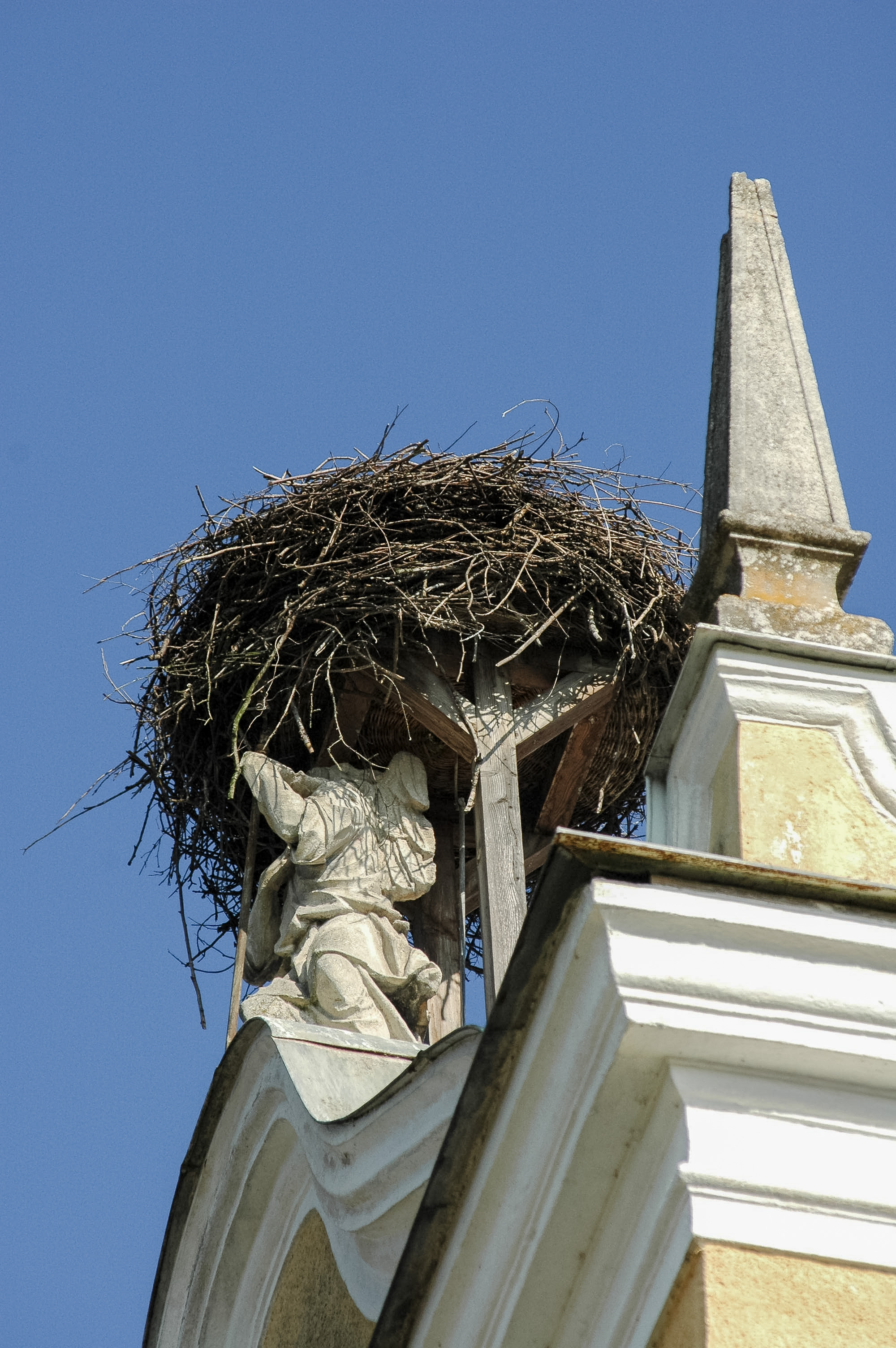
Engel „trägt“ Storchennest

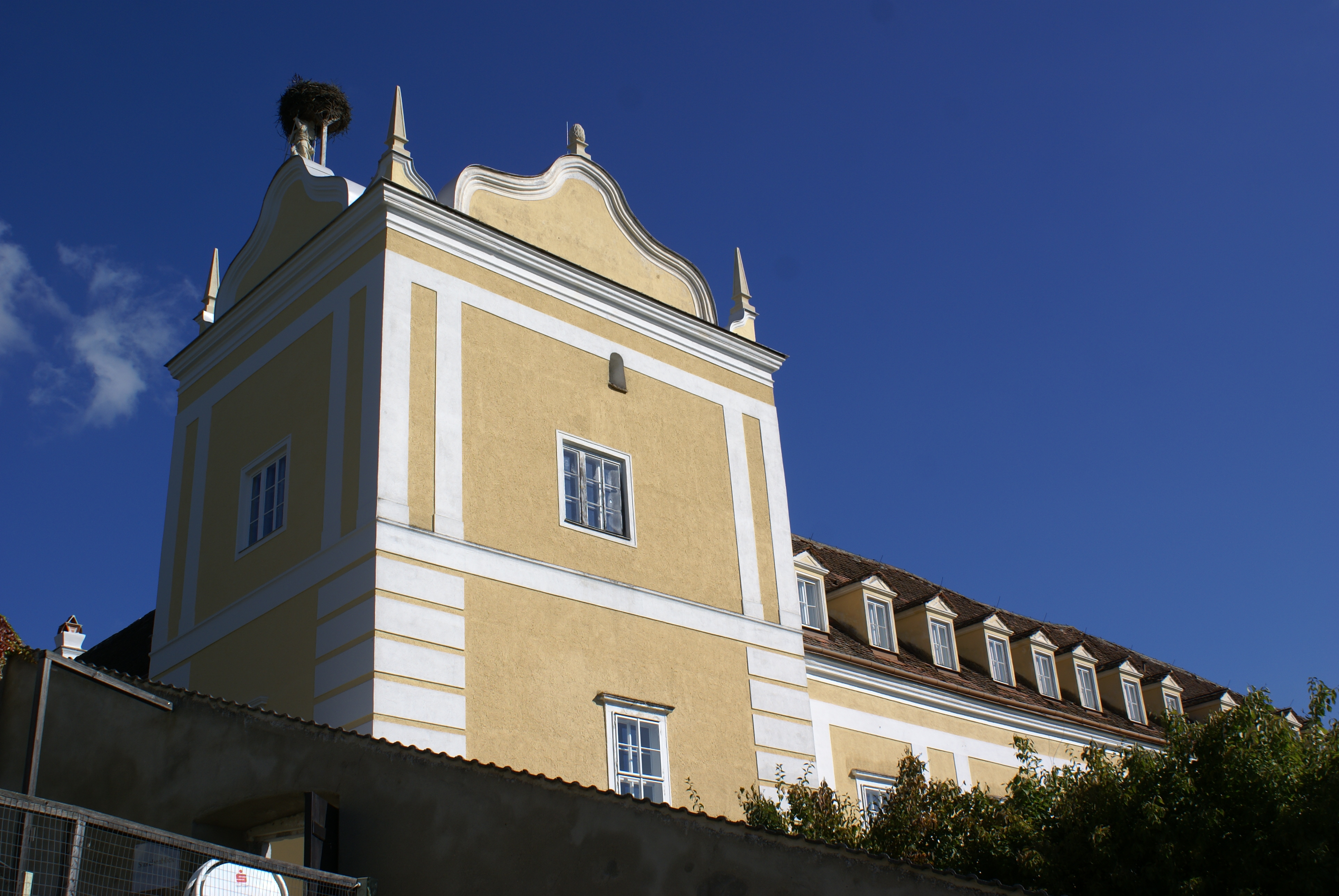
Stift Zwettl Giebelaufsatz mit Engeln und Obelisken

## Werke

### Pfarrkirche Niedernondorf, Bezirk Zwettl
Die Pfarrkirche Niedernondorf wurde von 1674 bis 1676 neu errichtet. Matthias Sturmberger gestaltete die Holzfiguren hl. Nikolaus, Apostel Paulus, Erzengel Michael und Raphael.

### Stift Zwettl
Das Stift Zwettl erteilte Sturmberger am 24. Oktober 1678 einen ersten großen Auftrag. Er umfasste 16 Steinstatuen (Moses, Aaron, Noe und David; die vier Weltteile; die vier Jahreszeiten; die vier Sibyllen; jede 4 Schuh hoch samt den dazugehörigen Postamenten und Symbolen) und 6 Wappenlöwen.
Engel und Obelisken meißelte Sturmberger 1679 für die geschwungenen Turmgiebel der erhöhten Eckbauten des Prälatenhofes.
Der nachfolgende Abt Melchior von Zaunagg prägte als Bauherr das Stift Zwettl, er ließ ab 1722 ein Barockisierungs-Programm durchführen. Dadurch sind Sturmbergers Arbeiten nur zum Teil erhalten geblieben.

### Wallfahrtskirche Maria Dreieichen
Das Gotteshaus wurde 1656 gegründet. Einer Legende zufolge brachte der Kürschnermeister Matthias Weinberger aus Horn am dreiarmigen Stamm einer Eiche am Molderberg eine Pieta aus Wachs an. 1675 brannte die Eiche mit dem Andachtsbild ab. Der Bürgermeister von Horn, Sebastian Friedrich, bürgerlicher Färbermeister, ließ durch Matthias Sturmberger ein hölzernes Gnadenbild für jene Eiche fertigen. Das Werk ist heute in der Kirche beim Hochaltar zu sehen.

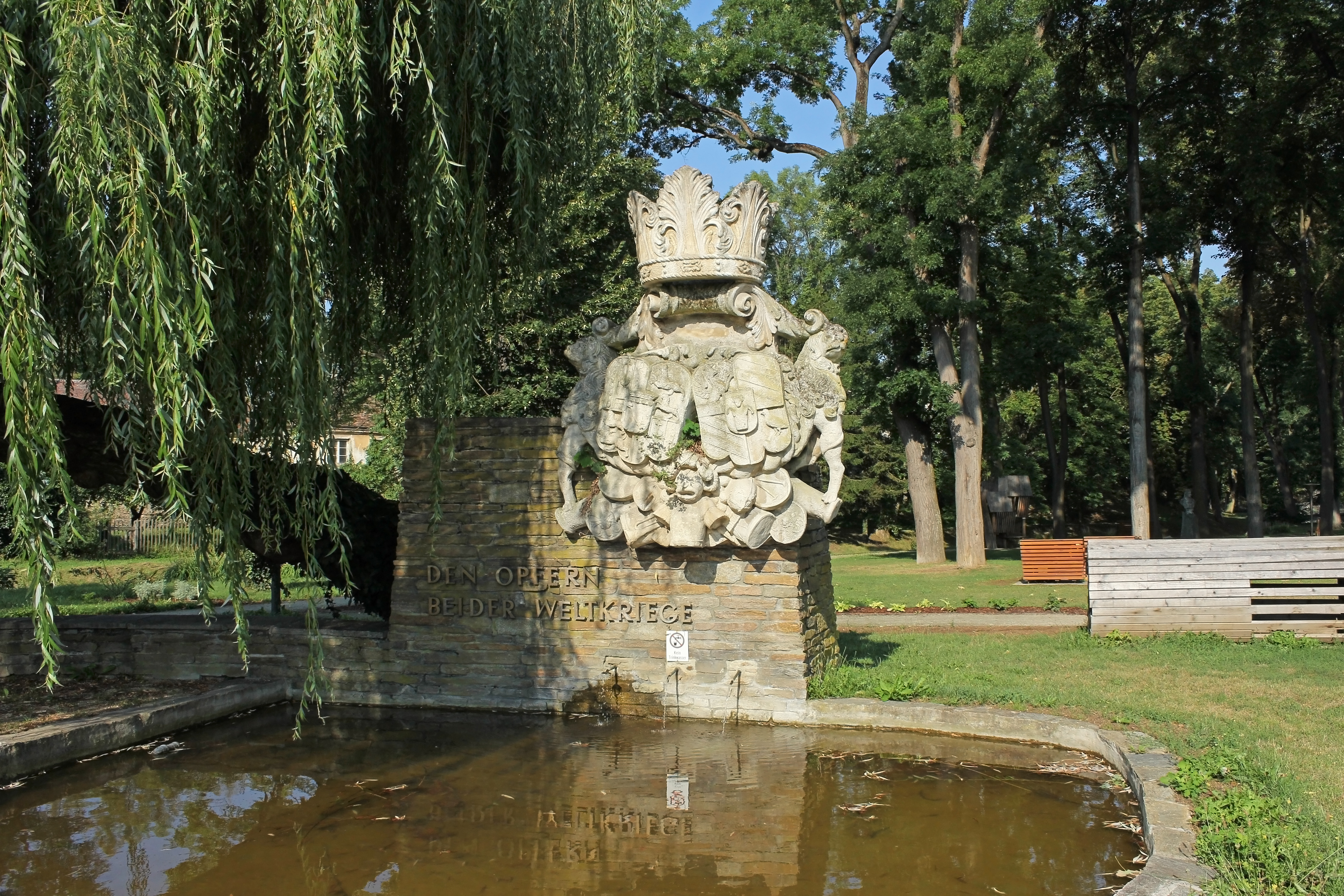
Stadtpark Horn, Allianzwappen der Familien Sprinzenstein-Hoyos 1681

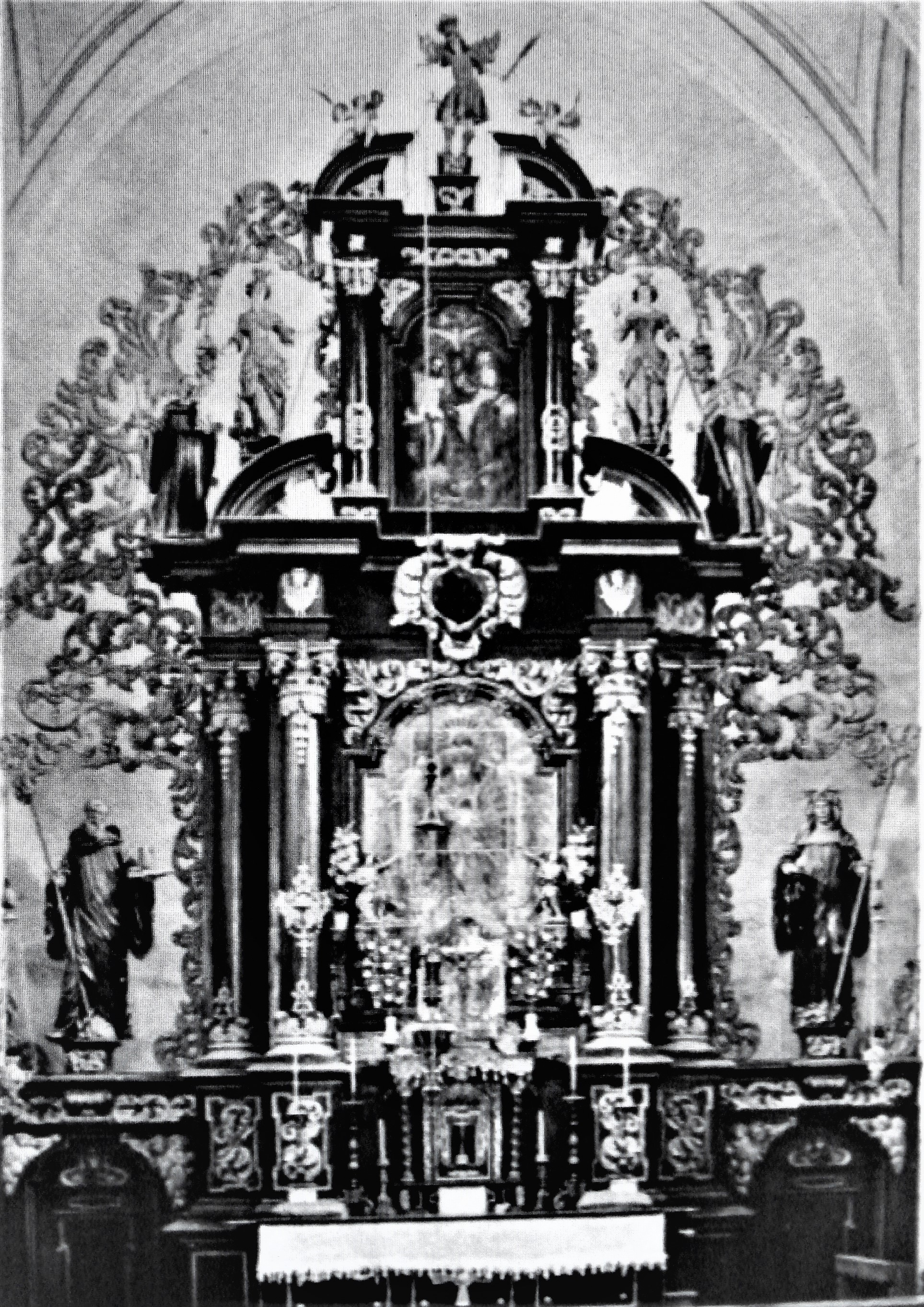
Pfarrkirche St. Marein Hochaltar 1685 Statuen von Mathias Sturmberger

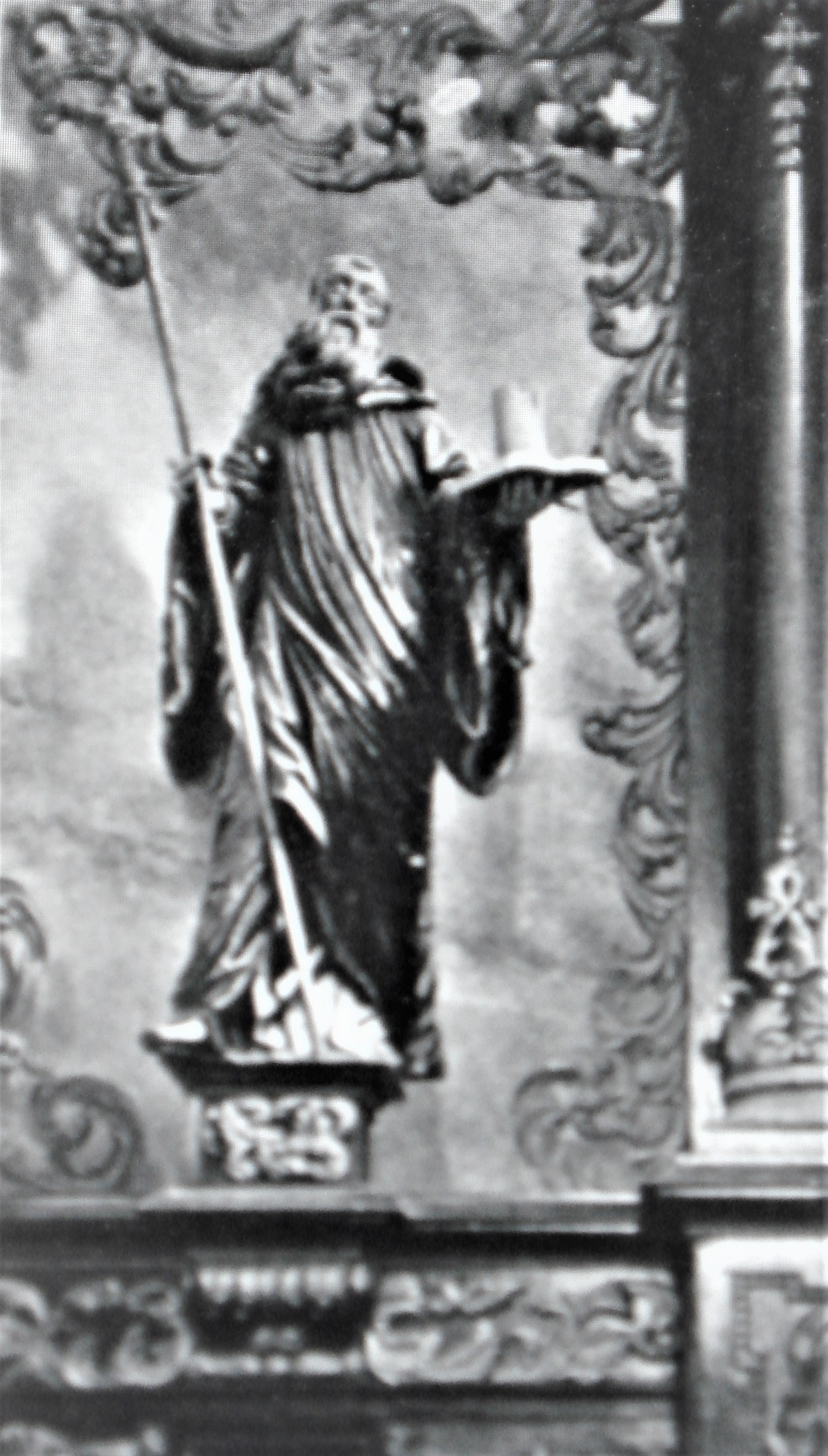
Hl. Benedikt

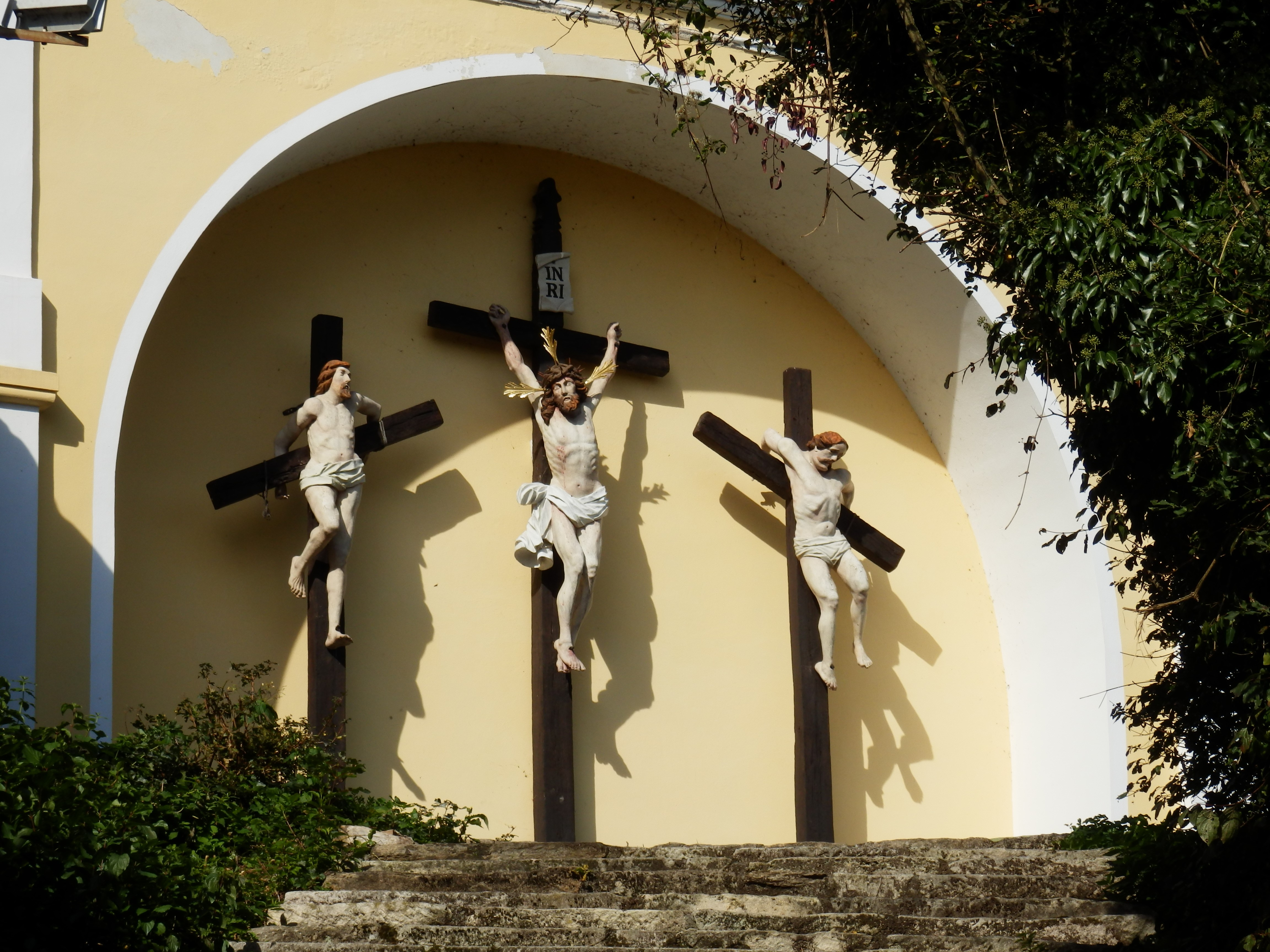
Kalvarienberg Thunau am Kamp Kreuzigungsgruppe 1686

### Allianzwappen der Familien Sprinzenstein und Hoyos in Horn
Das ehemalige Prager Stadttor von Horn (1896 abgerissen) wurde von einem großen Steinwappen der zwei Adelsfamilien Sprinzenstein und Hoyos bekrönt. Es war 1681 von Mathias Sturmberger gemeisselt. Maria Regina Gräfin Sprinzenstein erbte 1679 Schloss und Herrschaft Horn, sie heiratete 1681 den Grafen Leopold Carl Hoyos – so kam Horn als Mitgift an das damalige Oberhaupt der gräflichen Familie Hoyos.
- Anlässlich der Umgestaltung des Horner Stadtparks 1956 bekam das Wappen, nach einem Entwurf des Architekten Karl Pelnöcker eine neue Bedeutung.

### Pfarrkirche St. Marein – Hl. Maria, zum Stift Altenburg gehörend
Der Hochaltar von 1685 der Pfarrkirche von St. Marein hl. Maria mit einem Aufsatz, über den sich Statuen von Matthias Sturmberger auf und neben Voluten erheben.
- Vertrag zwischen Abt Raymundus Regondi vom Stift Altenburg und Meister Matthias Sturmberger, Bildhauer zu Horn. 2 große Bilder von Benedictus und Scholastica, 6 Schuech hoch; 3 weitere hl. Katharina, hl. Barbara und hl. Michael; 2 Engel, 4 Kapitelle samt dem zugehörenden Laub.[8]

Der Kunsthistoriker Richard Kurt Donin hebt in seinen Forschungen diesen Altar hervor.

„Die überlebensgroßen Figuren der Ordensstifter, Benedikt und Scholastika, ragen auf Postamenten über den seitlichen Architraven der Umgangstore frei in die Lüfte. Ein Motiv, das im venezianischen Kunstkreis bei Andrea Mantegna vorkommt, von Albrecht Dürer beim Tempelgang im Marienleben übernommen, sowie in Verona über dem Bogen bei der Loggia de Consiglio als Statue des Dichters Girolamo Fracastoro (1559) auftritt.“

### Kreuzweg auf dem Thunauer Schlossberg
Am 10. Februar 1686 schlossen die Kirchenväter einen Vertrag mit Sturmberger über die Errichtung einer Kreuzigungsgruppe auf dem Schlossberg vor dem Eingang zur Gertrudskirche gegen Bezahlung von 30 fl. und eines Talers Leihkauf. Gleichzeitig wurde der Garser Maurermeister Christoph Galbruner beauftragt, eine Freitreppe mit 254 steinernen Stufen und sechs Kreuzwegstationen zu errichten.